# La portatrice di pane (film 1963)
La portatrice di pane (La porteuse de pain) è un film del 1963 diretto da Maurice Cloche.
Il soggetto si basa sul romanzo omonimo (La porteuse de pain) scritto da Xavier de Montépin e pubblicato nel 1884.